# Walter Siegenthaler
Walter Siegenthaler (1904 - 1994), was een Zwitsers politicus.
Walter Siegenthaler was lid van de Boeren-, Burgers- en Middenstanderspartij (BGB, sinds 1972 Zwitserse Volkspartij geheten). Hij was lid van de Regeringsraad van het kanton Bern.
Walter Siegenthaler was van 1 juni 1948 tot 31 mei 1949 en van 1 juni 1958 tot 31 mei 1959 voorzitter van de Regeringsraad (dat wil zeggen regeringsleider) van het kanton Bern.
Walter Siegenthaler overleed in 1994.